# Château de Hainfeld
Le château de Hainfeld (en allemand : Schloss Hainfeld) est le plus grand Wasserburg de Styrie. Il est situé dans la ville de Feldbach en Autriche.

## Histoire
Le château, mentionné pour la première fois en 1275, est érigé sur le site d'un bâtiment fortifié. C'est au XVIe siècle que s'élève le bâtiment de style Renaissance avec ses quatre ailes. De plus, la chapelle est remplacée par une église baroque dans l'aile nord. En 1835, Joseph von Hammer-Purgstall hérite du château de sa mère adoptive, la comtesse Johanna Anna Purgstall.
La rénovation de bâtiment classé se révèle être compliquée. Il a fallu profiter d'une période plus aride pour restaurer les douves. Des travaux de rénovation sur le toit sont prévus afin d'éviter que les plafonds en stuc ne se détériorent.

## Dans la littérature
- Le château se trouve au cœur du récit Schloss Hainfeld; or, A winter in Lower Styria de Basil Hall, paru en 1836.
- Le château de Hainfeld a inspiré à Sheridan Le Fanu, qui y a lui-même séjourné, son roman Carmilla, paru en 1872.
- Dans le roman Boussole de Mathias Énard, couronné du prix Goncourt 2015, le narrateur participe à un colloque rassemblant des orientalistes, comme l'était Joseph von Hammer-Purgstall, au château de Hainfeld.

## Galerie d'images

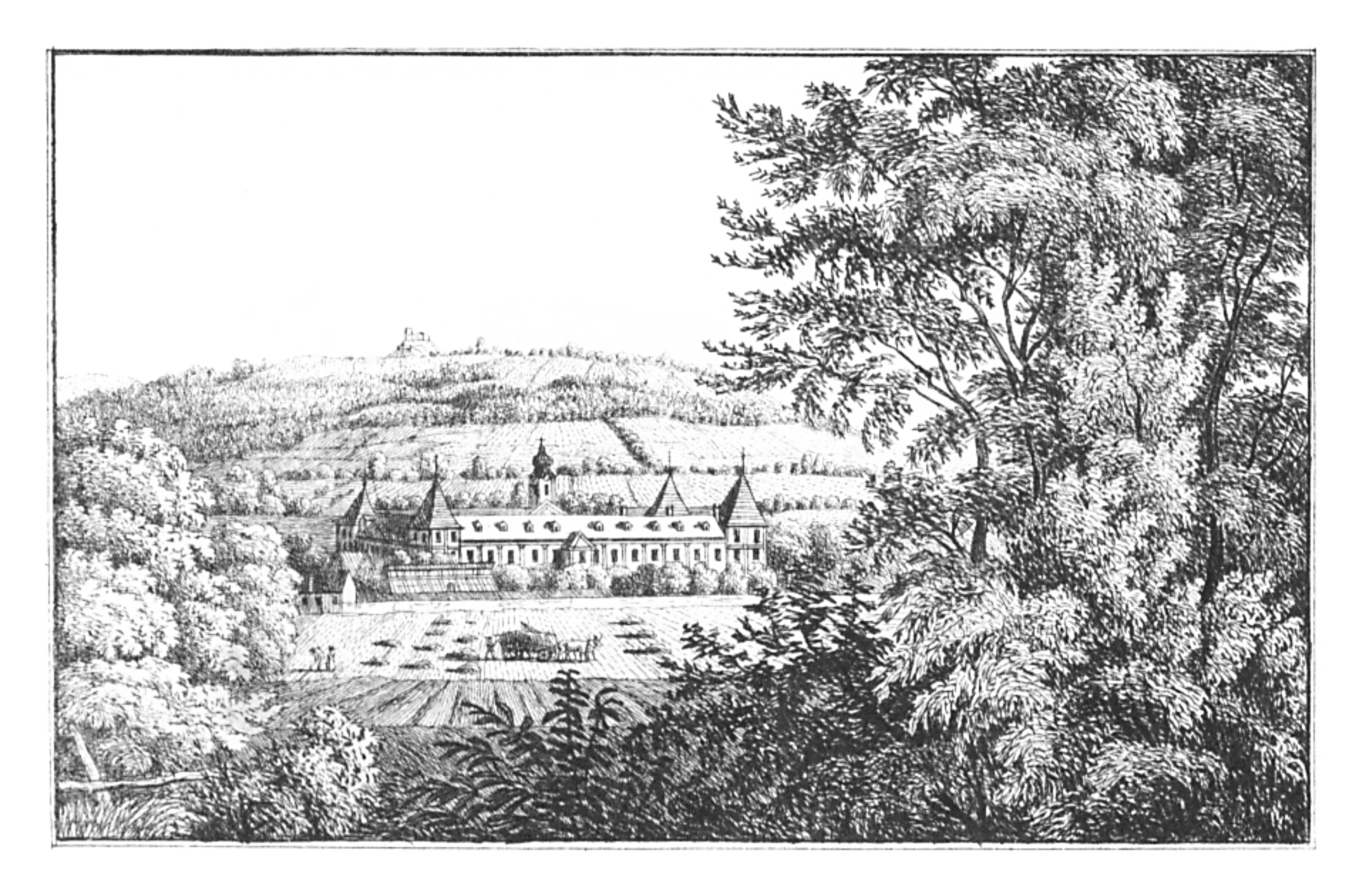
Le château de Hainfeld, Kuwasseg 1830
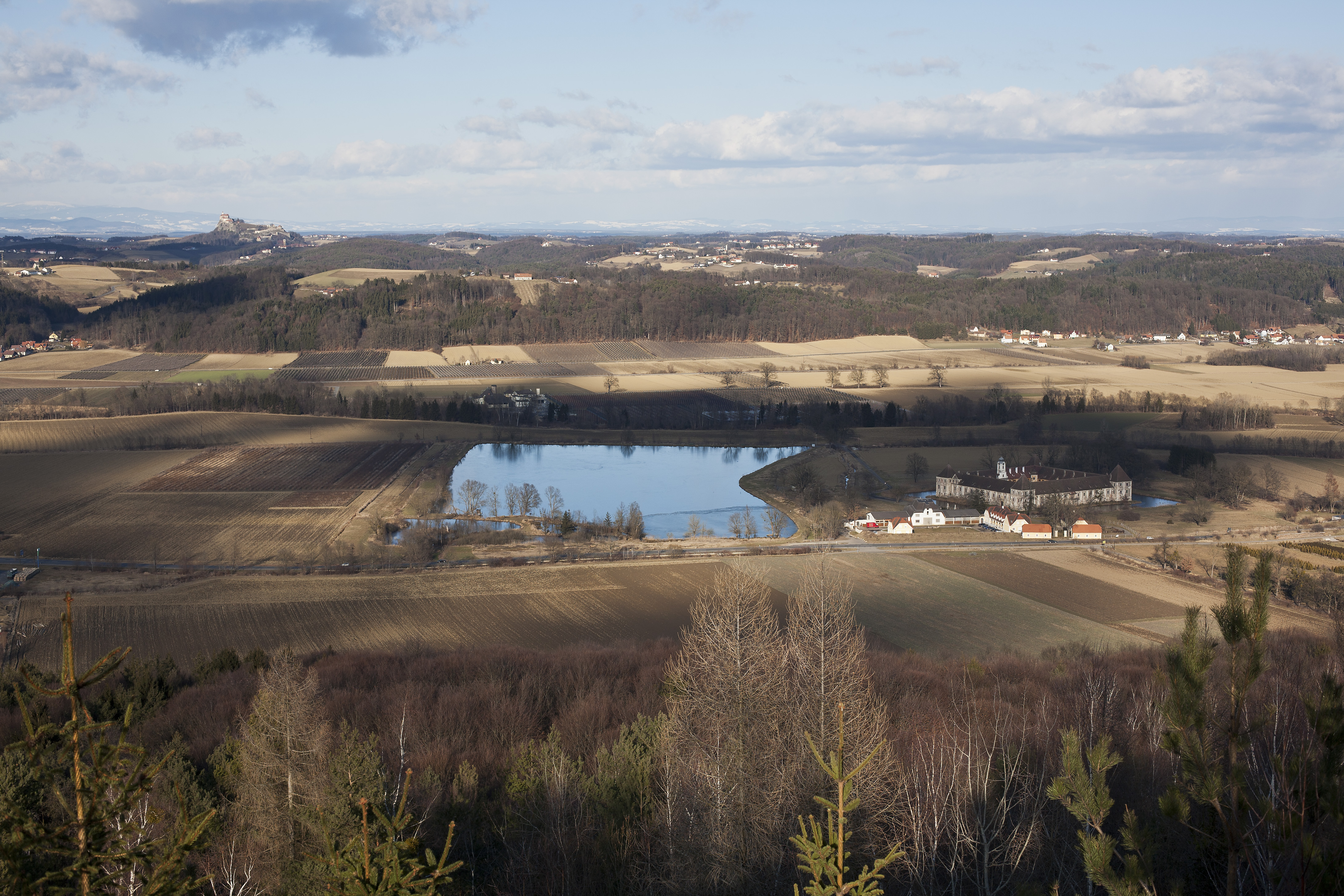
Le château de Hainfeld et les environs
Le château de Hainfeld vu du sud
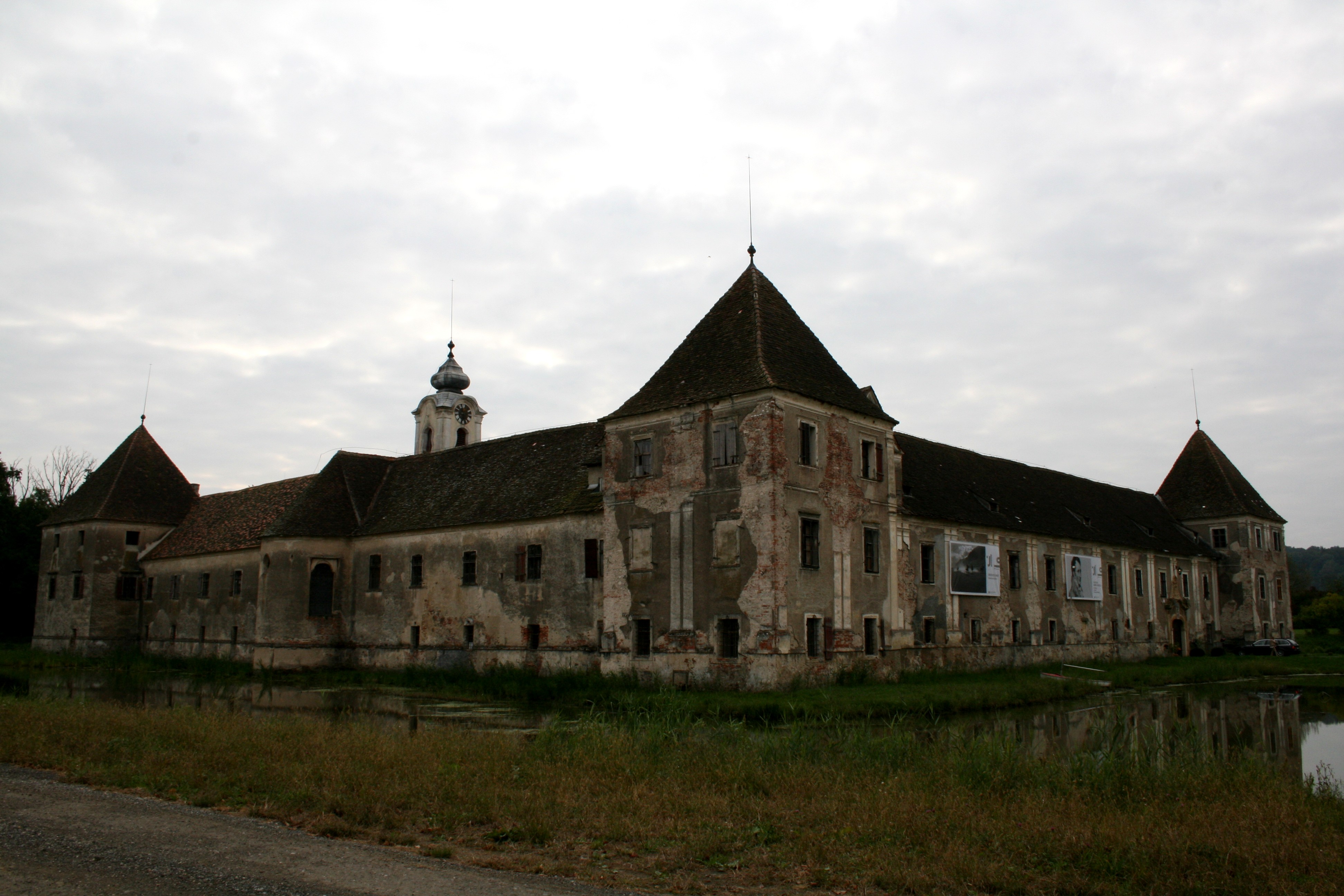
Le château de Hainfeld (2008)